# Amt Diez

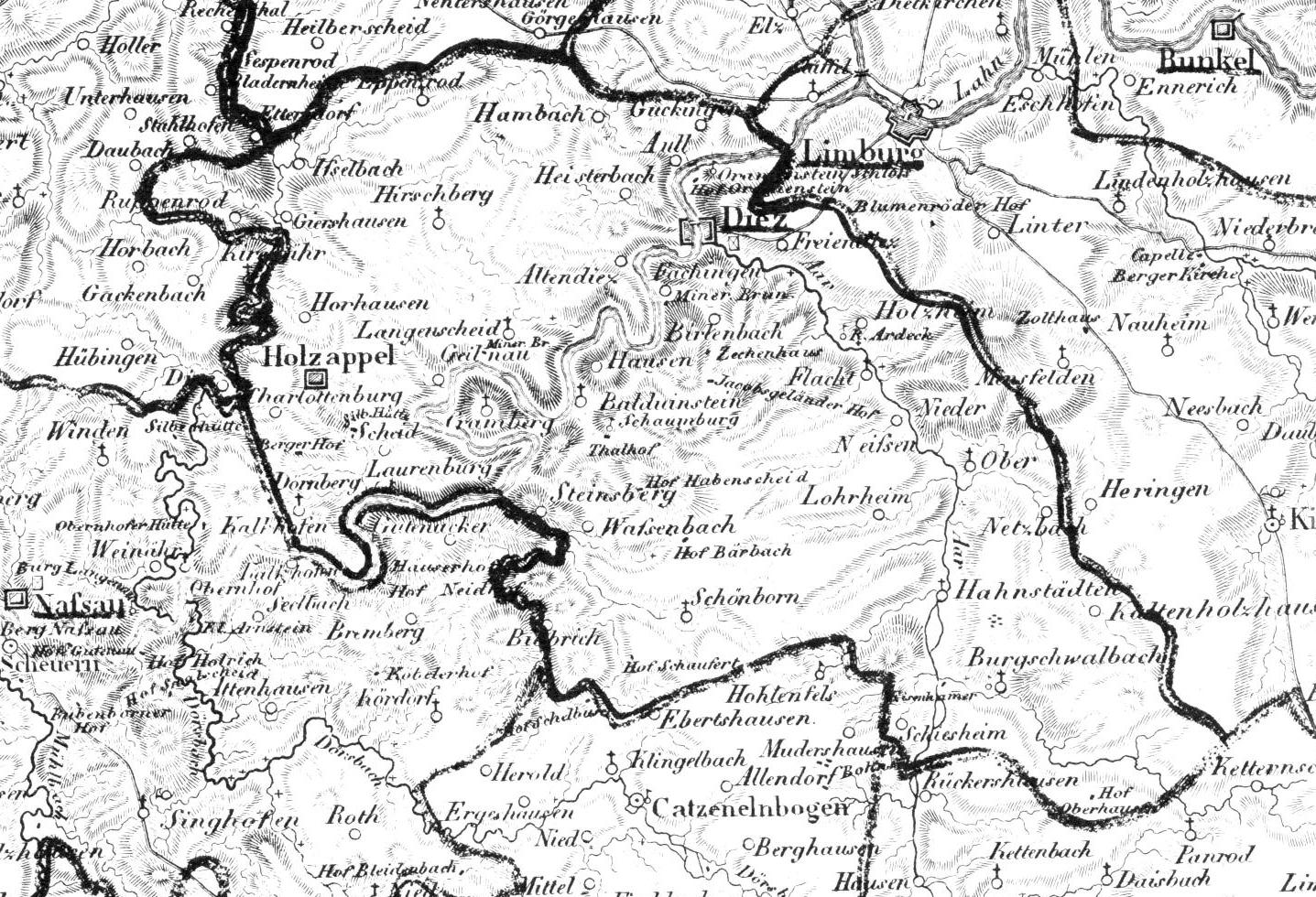
Karte des Amtes Diez 1828

Das Amt Diez mit Sitz in Diez war eines von 28 Ämtern im Herzogtum Nassau, die am 1. Juli 1816 im Rahmen einer Neuorganisation der nassauischen Verwaltung neu gebildet wurden. Bereits vorher bestand ein Nassau-Diezer Amt mit wesentlich kleinerem Umfang. Das Amt hatte neben Verwaltungsaufgaben auch die Niedere Gerichtsbarkeit inne bzw. diente später als erstinstanzliches Gericht. An seiner Spitze stand ein vom jeweiligen Herrscher eingesetzter Amtmann.

## Geschichte

### Nassau-Diez
Das Amt Diez bildete im Heiligen Römischen Reich den Kern der Grafschaft Diez. Zu diesem Amt der Linie Nassau-Diez gehörten vor 1803 die Kirchspiele Diez (mit Schloss Oranienstein, Oraniensteiner Viehhof), Altendiez (mit Aull, Meisterbach, Gückingen, Hambach), Freiendiez (mit Birlenbach, Fachingen, Hof Jacobus), Staffel, Hirschberg, Flacht (mit Niederneisen, Holzheim), Hahnstätten (mit Kaltenholzhausen), Oberneisern (mit Netzbach, Lohrheim) und die Ortschaft Linter.

### Herzogtum Nassau
Mit der Rheinbundakte kam die Grafschaft Diez 1806 zum Herzogtum Nassau. Nach den Befreiungskriegen wurde Deutschland und damit auch Nassau erneut neu geordnet. Im Wiener Kongress wurden 1816 darüber hinaus umfangreiche Gebietstausche mit Preußen und kleinere mit dem Kurfürstentum Hessen und dem Großherzogtum Hessen vereinbart. Danach war das Amt Diez eines von 28 Ämtern im Herzogtum Nassau, die am 1. Juli 1816 zum Zwecke der lokalen Verwaltung geschaffen wurden. An der Spitze des Amtes stand als örtlicher Statthalter des Herzogs ein Amtmann. Zum Amt Diez gehörten danach folgende 39 Ortschaften:
- die ehemalige Grafschaft Holzappel mit Dörnberg, Eppenroth, Geilnau, Holzappel, Horhausen, Isselbach, Kalkofen, Langenscheid, Laurenburg, Ruppenroth, Scheid,
- die ehemalige Herrschaft Schaumburg mit Biebrich, Cramberg, Schaumburg und Steinsberg
- aus der Grafschaft Sayn-Altenkirchen der Ort Giershausen
- der kurtrierische Ort Balduinstein mit Hausen
- der ehemals Hessen-Darmstädtische Ort Charlottenberg
- der reichsritterschaftliche Ort Wasenbach
- die ehemals nassauischen Orte Diez, Altendiez, Aull, Birlenbach mit Fachingen, Burgschwalbach, Flacht, Freiendiez, Gückingen, Hahnstätten, Hambach, Heistenbach, Hirschberg, Holzheim, Kaltenholzhausen, Lohrheim, Netzbach, Niederneisen, Oberneisen, Schiesheim, Schönborn

In den ehemals reichsgräflichen Gebieten bestanden weiterhin standesrechtliche Vorrechte des Erzherzogs Joseph Anton Johann von Österreich fort. Das Amt wurde daher vollständig Herzoglich nassauisches Amt Diez mit der standesherrlichen Grafschaft Holzappel und Herrschaft Schaumburg genannt.
Der Staats- und Adreß-Handbuch des Herzogthums Nassau 1822/23 gibt folgendes an:
1. Flächen: 50.133 Steuernormalmorgen  (wobei ein Morgen entsprechen 2500 m²), mit 197 Morgen Gebäudestellen, 270 Morgen Gartenland, 20.825 Morgen Ackerland, 4048 Morgen Wiesen, 12 Morgen Weinberge, 12.697 Morgen Hochwald, 10.137 Morgen Niederwald, 759 Morgen Trieschland (abwechselnde 3- bis 5-jährige Acker- und 10- bis 20-jährige Wiesennutzung) und Weideplätze 1163 morgen nicht besteuerte Liegenschaften.
2. Gemeinden: 39 Gemeindebezirke bestehend aus 2 Städten, 28 Dörfern und 18 Hőfen und Mühlen.
3. Bevölkerung: 12.007 Einwohner in 2820 Familien, davon 11.155 evangelisch christliche, 660 Katholiken, 282 Juden.
4. Viehstand: 425 Pferde, 25 Esel und Maulesel, 6793 Stück Rindvieh, 9705 Schafe, 2220 Schweine, 530 Ziegen und 504 Bienenstöcke.
5. Einfacher Jahressteuersatz (Steuersimplum, kann auch mehrfach erhoben werden): 9868 fl. 54 kr.
6. Amtsgemeinden:
  1. Diez, Stadt: 2088 Einwohner in 496 Familien. „Stadt und Amtssitz nebst dem Schloß und Hof Oranienstein, das Fahrhaus, Schulhaus zu St. Peter, die Oraniensteiner-, Obere- und Untere-Mühle und Kalkofen.“
  2. Altendiez: 381 Einwohner in 94 Familien.
  3. Aull: 121 Einwohner in 25 Familien.
  4. Balduinstein mit Hausen: 288 Einwohner in 93 Familien; „eine Mühle“
  5. Biebrich (standesherrlich): 184 Einwohner in 45 Familien.
  6. Birlenbach mit Fachingen: 481 Einwohner in 112 Familien.
  7. Burgschwalbach: 436 Einwohner in 110 Familien; „Schloßruine, Hof Oberhausen, Linden-, Hammer- und Neumühle mit Oelmühle.“
  8. Charlottenberg (standesherrlisch): 128 Einwohner in 28 Familien.
  9. Cramberg (standesherrlisch): 448 Einwohner in 97 Familien.
  10. Dörnberg (standesherrlisch): 215 Einwohner in 56 Familien.
  11. Eppenrod (standesherrlisch): 257 Einwohner in 52 Familien.
  12. Flacht: 453 Einwohner in 100 Familien; „eine Mühle“
  13. Freiendiez: 453 Einwohner in 118 Familien; „Jacobsgeländer-Hof, eine Papier- und Gipsmühle, eine Backsteinbrennerei, 2 Eisensteinwerke.“
  14. Geilnau (standesherrlisch): 173 Einwohner in 35 Familien; „Mineralbrunnen, eine Mahl-und Gipsmühle, zwei Kalköfen, eine Ziegelhütte.“
  15. Giershausen (standesherrlisch): 70 Einwohner in 16 Familien; „ein Mahl- und Oel-Mühle.“
  16. Gückingen: 102 Einwohner in 21 Familien.
  17. Hahnstätten: 526 Einwohner in 119 Familien; „die Unter- und Burg-Mühle mit einer Oelmühle.“
  18. Hambach: 100 Einwohner in 24 Familien. „eine Mühle“
  19. Heistenbach: 227 Einwohner in 59 Familien. „zwei Kalköfen, eine Ziegelhütte Hirschberg.“
  20. Hirschberg: 152 Einwohner in 34 Familien.
  21. Holzappel, Stadt (standesherrlich): 674 Einwohner in 156 Familien; „Blei- und Silberhütte, Berger-, Hainer-, und Bruchhäuser Hof nebst Mühle.“
  22. Holzheim: 279 Einwohner in 71 Familien; „Ruine Ardeck, das schwarze Häuschen, die Ardecker Mühle, Mahl- und eine Oelmühle, Eisenbergwerk.“
  23. Horhausen (standesherrlich): 191 Einwohner in 43 Familien.
  24. Isselbach (standesherrlich): 128 Einwohner in 30 Familien; „eine Mühle“
  25. Kalkofen (standesherrlich): 51 Einwohner in 10 Familien.
  26. Kaltenholzhausen: 352 Einwohner in 80 Familien.
  27. Langenscheid (standesherrlich): 371 Einwohner in 84 Familien; „2 Mahl- und eine Oelmühle, 2 Kalköfen.“
  28. Laurenburg (standesherrlich): 153 Einwohner in 33 Familien: „standesherrliches Schloß, eine Mühle.“
  29. Lohrheim: 248 Einwohner in 57 Familien.
  30. Retzbach: 125 Einwohner in 32 Familien; „eine Mühle.“
  31. Niederneisen: 539 Einwohner in 123 Familien; „eine Mühle.“
  32. Oberneisen: 404 Einwohner in 86 Familien; „Obere und Untere Wirthmühle.“
  33. Ruppenrode (standesherrlich): 52 Einwohner in 9 Familien.
  34. Schaumburg, Schloß (standesherrlich): 108 Einwohner in 19 Familien.
  35. Scheid (standesherrlich): 158 Einwohner in 40 Familien.
  36. Schiesheim: 60 Einwohner in 15 Familien.
  37. Schönborn: 384 Einwohner in 92 Familien; „Höfe Bärbach und Schaufert, 2 Mahlmühlen.“
  38. Steinsberg (standesherrlich): 163 Einwohner in 36 Familien; „drei Mühlen an der Rupbach mit einer Oelmühle.“
  39. Wasenbach: 277 Einwohner in 70 Familien; „Hof Habenscheid, eine Mühle.“

Im Jahr 1836 wurde das Amt Diez wie folgt beschrieben:

„Das Amt Diez, welches einen Flächenraum von 70.448 Morgen hat, von welchen 294 Morgen Gebäudestellen, 361 Morgen Gärten, 29.552 Morgen Ackerland, 5.674 Morgen Wiesen, 16 Morgen Weinberge ,17 Morgen Weiher, 31.926 Morgen Waldungen, 739 Morgen Dreschland und Waideplätze und 1.869 Morgen nicht besteuerte Liegenschaften sind. In den 2.162 Wohnhäusern des Amtes leben 3.254 Familien oder 13.284 Menschen, unter welchen 12.264 Evangelische, 731 Katholiken und 289 Juden sind.
   Diez, unter 25° 40' Länge und 50° 22' 25" Breite, auf beiden Seiten der Lahn, über welche eine BrÜcke führt und die hier von der linken Seite die Aar aufnimmt. Die auf der rechten Seite der Lahn liegende, Neustadt ist regelmäßig gebaut Der ummauerte Ort hat 2 Kirchen, 350 Häuser und 2.070 Einwohner. 1⁄4 Meile nördlich von Diez, liegt auf einem Berge, links an der Lahn das Schloß Oraniensstein mit schönen Gartenanlagen. Alt Diez hat 490 Einwohner.
   Fachingen. unter 25° 39' 20" Länge und 50° 21' 50" Breite, südwestlich von Diez, links an der Lahn, zwischen hohen waldigen Bergen hübsch gelegenes Dorf mit einem berühmten Gesundbrunnen, von welchem jährlich 300.000 Krüge versendet werden. Mit Birlenbach hat Fachingen 620 Einwohner. Etwas über 1⁄4 Meile südsüdwestlich von Fachingen liegen, auf einem Berge, links über der Lahn, die Trümmer des Schlosses Balduinstein und 1⁄2 Meile südsüdwestlich von Fachingen liegt das Schloß Schaumburg, von welchem man eine schöne Aussicht hat.
   Geilnau unter 25° 35' 40" Länge und 50° 21' Breite, rechts an der Lahn, Dorf mit nahe an 200 Einwohnern und einem berühmten Sauerbrunnen.
   Holzappel, unter 25° 33' 40" Länge und 50° 21' Breite, 1⁄4 Stunde rechts von der Lahn, kleine Stadt mit einem Schlosse, 120 Häusern, in welchen 183 Familien oder 724 Menschen leben. Die hiesige Blei- und Silberhütte, welche jährlich etwa 6.000 3entner Blei und 1.750 Mark Silber liefert, beschäftigt etwa 300 Berg- und Hüttenleute.“

Für Amt Diez mit der standesherrlichen Grafschaft Holzappel und Herrschaft Schaumburg gibt das Staats- und Adreß-Handbuch des Herzogthums Nassau. 1847 folgendes an:
1. Flächengehalt: 70.448 Steuernormalmorgen, nämlich: 294 M. Gebäudeſtellen, 361 M. Gärten, 29552 M. Ackerland , 5674 M. Wiesen, 16 M. Weinberge, 17 M. Weiher, 31926 M. Waldungen, 739 M. Trieschland, Weidepläße etc., 1969 M. nicht besteuerte Liegenſchaften.
2. Politische Eintheilung: 39 Gemeindebezirke, bestehend aus 2 Städten und 39 Ortschaften mit 1 landesherrlichen und 2 standesherrlichen Schlössern, 10 Höfen und einzelnen Wohnhäusern, 29 Mühlen, 1 Blei- und Silberschmelze, 1 Eisenhütte, 1 Hammerwerk, 8 Eisenbergwerken, 7 Zechenhäusern, 5 Ziegelhütten.
3. Bevölkerung: 3905 Familien in 2495 Wohnhäusern und 16.124 Einwohner, nämlich 14.830 evangelisch-christliche, 937 Katholiken und 357 Juden.
4. Viehstand: 470 Pferde, 18 Esel und Maulesel, 8293 Stück Rindvieh, 9764 Schafe, 3103 Schweine, 1427 Ziegen und 402 Bienenstöcke.
5. Gewerbe: 44 Bäcker, 7 Bader, 3 Bergwerke, 15 Bierbrauer, 2 Bildhauer und Vergolder, 1 Blechschmied, 31 Branntweinbrenner, 4 Buchbinder, 2 Büchsenmacher, 6 Drechsler, 1 Eisenhammer, 1 Eisenhütte , 1 Essigsieder, 2 Fabriken, 3 Fischer, 1 Gärtner, 11 Glaser, 1 Gold- und Silberarbeiter, 51 Grobschmiede, 1651 Gutsbesitzer, 3 Gypsmühlen, 4 Häfner, 1 Hanfreibmühle, 5 Kalkbrenner, 2 Kammmacher, 1 Kappenmacher, 4 Klein- und Großhändler, 138 Kleinkrämer, 1 Konditor, 2 Korbmacher, 21 Küfer, 1 Lacirer, 125 Leinen- und Damastweber , 1 Lithograph, 5 Lohgerber, 5 Makler, 35 Mahlmühlen, 49 Maurer, 1 Mechaniker, 36 Metzger, 1 Mühlarzt, 5 Musikanten, 8 Nagelschmiede, 2 Nähschulen, 15 Oelmühlen, 7 Pflaſterer, 26 Pferdeverleiher und Hauderer, 2 Pottaschesieder, 2 Putzmacherinnen, 1 Säckler, 4 Sattler, 8 Schieferdecker, 29 Schiffer, 1 Schiffbauer, 12 Schlosser, 79 Schneider, 9 Schön- und Blaufärber , 2 Schornsteinfeger, 53 Schreiner, 90 Schuhmacher, 3 Seifensieder und Lichterzieher, 1 Seiler, 1 Silberschmelzhütte, 1 Spediteur, 7 Steinhauer, 4 Strohdecker, 837 Taglöhner, 2 Tapezirer, 3 Tuchmacher, 24 Tüncher und Weißbinder, 3 Uhrmacher, 33 Wagner, 147 Wirthe, 6 Ziegelbrenner, 22 Zimmerleute, 2 Zinngießer etc.
6. Betrag eines Steuersimplums: 11.808 fl. 52 kr., nämlich 7710 fl. 32 kr. Grund-, 1100 fl. 26 kr. Gebäude und 2997 fl. 54 fr. Gewerbsteuer.
7. Amtmann: Justizrath Carl Friedrich Vietor.

Nach der Märzrevolution 1848 wurde die Verwaltung neu geordnet. Mit Gesetz vom 4. April 1849 wurden in Nassau Verwaltung und Rechtsprechung auf unterer Ebene getrennt. Die Reform trat zum 1. Juli 1849 in Kraft. Für die Verwaltung wurden 10 Kreisämter gebildet, die Ämter als Justizämter (also Gerichte der ersten Instanz) weitergeführt. Die Verwaltungsaufgaben des Amtes Diez wurden vom Kreisamt Limburg wahrgenommen, die Rechtsprechung vom Justizamt Diez. Die Reform wurde jedoch bereits am 1. Oktober 1854 wieder rückgängig gemacht, die Kreise wieder abgeschafft und die vorigen Ämter wiederhergestellt.
Kurz vor der Annektierung durch Preußen gibt des Staats- und Adreß-Handbuch des Herzogthums Nassau. 1866 folgendes an:

Amt Diez mit der standesherrlichen Grafschaft Holzappel und Herrschaft Schaumburg:
1. Flächengehalt: 68.861 Morgen, nämlich: 379 M. Gebäudestellen, 345 M. Gärten, 29.358 M. Ackerland, 5532 M. Wiesen, 15 M. Weinberge, 7 M. Weiher, 30.118 M. Waldungen, 664 M. Trieschland und Weideplätze etc., 2443 M. nicht besteuerte Liegenschaften.
2. Politische Eintheilung: 39 Gemeindebezirke, bestehend aus 2 Städten und 39 Ortschaften, mit landesherrlichen und 2 standesherrlichen Schlössern, 10 Höfen und einzelnen Wohnhäusern, 43 Mühlen, 1 Blei- und Silberschmelze, 1 Eisenhütte, 1 Hammerwerk, 5 Ziegelhütten; 1 Blei-, Silber und Kupfererz-, 59 Eisenstein-, 8 Braunstein-, 19 Dachschiefergruben und 1 Thongrube.
3. Bevölkerung, nach der Zählung am Schlusse des Jahres 1865: 4404 Familien in 2795 Wohnhäusern, und 18569 Einwohner, nämlich: 16.576 evangelisch-christliche, 1589 Katholiken, 8 Mennoniten und 396 Juden.
4. Viehstand: 645 Pferde, 12 Esel und Maulesel, 7334 Stück Rindvieh, 8325 Schaafe, 2344 Schweine, 1833 Ziegen und 527 Bienenstöcke.
5. Gewerbe: 50 Bäcker, 7 Bader, 16 Bierbrauer, 1 Bildhauer und Vergolder, 7 Blechschmiede, 19 Branntweinbrenner, 6 Buchbinder, 1 Buchdrucker, 1 Buchhändler, 1 Büchsenmacher, 5 Drechsler, 1 Eisenhammer, 1 Essigsieder, 1 Fabrick, 2 Gärtner, 9 Glaser, 1 Gold- und Silberarbeiter, 39 Grobschmiede, 1270 Gutsbesitzer, 3 Gypsmüller, 2 Häfner, 6 Kalkbrenner, 5 Kappenmacher, 25 Klein- und Großhändler, 106 Kleinkrämer, 3 Konditoren, 2 Korbmacher, 10 Küfer, 1 Lacirer, 43 Leinen- und Damastweber, 6 Lohgerber, 29 Lohnfuhrleute, 2 Lohnkutscher, 3 Makler, 38 Mahlmüller, 1 Materialist, 57 Maurer, 1 Mechaniker, 40 Metzger, 3 Mühlärzte, 13 Musikanten, 3 Nagelschmiede, 13 Näherinnen, 4 Oelmüller, 7 Pflasterer, 2 Pumpenmacher, 5 Putzmacherinnen, 1 Säckler, 7 Sattler, 13 Schieferdecker, 15 Schiffer, 11 Schlosser, 53 Schneider, 2 Schneidmüller, 5 Schön- und Blaufärber, 1 Scheerenschleifer, 2 Schornsteinfeger, 38 Schreiner, 82 Schuhmacher, 2 Seifensieder und Lichterzieher, 2 Seiler, 1 Silberschmelzhütte, 5 Steinhauer, 1 Strohdecker, 849 Taglöhner, 3 Tapezirer, 1 Tuchmacher, 28 Tüncher und Weißbinder, 2 Uhrmacher, 35 Wagner, 119 Wirthe, 193 Ziegelbrenner, 21 Zimmerleute, 1 Zinngießer etc.
6. Betrag eines Steuersimplums: 12.485 fl. 55 kr., nämlich: 8805 fl. 20 kr. Grund- und Gebäudeſteuer und 3680 fl. 35 kr. Gewerbsteuer.
7. Amtmann: Geheimerrath Freiherr Morih v. Gagern
8. Amtsortschaften:

| Amtsgemeinde | Fam- ilien | Ein- wohner |
| --- | ---------- | ----------- |
| 1. Diez, Stadt und Amtssitz, das Schloß; Schloß, Hof, Gasthaus und Fahrhaus zu Oranienstein, die Kirche und das Schulhaus zu St. Peter, die Draniensteiner Mühle, 4 Mahlmühlen, eine Gyps- und eine Oelmühle, 3 Lohgerbereien, eine Kalk- und Ziegelbrennerei. \|\| 690 \|\|3370 |            |             |
| 2. Altendiez | 179        | 706         |
| 3. Aull | 42         | 199         |
| 4. Balduinstein mit Hansen, eine Mühle | 120        | 520         |
| 5. Biebrich, (standesherrlich) | 68         | 296         |
| 6. Birlenbach mit Fachingen, ein Mineralbrunnen. | 216        | 833         |
| 7. Burgschwalbach, Schloßruine, Hof Oberhausen, die Hammer-, Neu- und Oelmühle, ein Eisenhammer, die Käsmühle, die Lindemühle, der Weilnauische Hof. | 144        | 600         |
| 8. Charlottenberg (standesherrlich) | 39         | 195         |
| 9. Cramberg (standesherrlich) | 130        | 555         |
| 10. Dörnberg (standesherrlich), der Berger Hof, eine Blei- und Silberhütte. | 110        | 416         |
| 11. Eppenrod (standesherrlich) | 100        | 398         |
| 12. Flacht, eine Mahlmühle | 154        | 594         |
| 13. Freiendiez, eine Papier und Gypsmühle | 196        | 744         |
| 14. Geilnau (standesherrlich) | 73         | 341         |
| 15. Giershausen (standesherrlich), eine Mühle. | 24         | 112         |
| 16. Gückingen | 46         | 228         |
| 17. Hahnstätten, die Oelmühle, die Unter- und Obermühle, die Werthmühle und eine Oelmühle, zwei Ziegelhütten mit Kalkbrennereien. | 226        | 946         |
| 18. Hambach, eine Mühle. | 29         | 141         |
| 19. Heistenbach, zwei Ziegelhütten. | 91         | 347         |
| 20. Hirschberg | 75         | 243         |
| 21. Holzappel, Stadt (standesherrlich), die Bruchhäuser Mühle und eine weitere Mahlmühle. | 204        | 895         |
| 22. Holzheim, Ruine Ardeck, eine Kapelle, 2 Mühlen. | 113        | 427         |
| 23. Horhausen (standesherrlich) | 75         | 316         |
| 24. Isselbach (standesherrlich) | 28         | 214         |
| 25. Kalkofen (standesherrlich) | 15         | 77          |
| 26. Kaltenholzhausen | 120        | 465         |
| 27. Langenscheid (standesherrlich) | 139        | 496         |
| 28. Laurenburg (standesherrlich), Schloß und Schloßruine Laurenburg. | 68         | 283         |
| 29. Lohrheim | 102        | 374         |
| 30. Netzbach | 48         | 199         |
| 31. Niederneisen, eine Mahl- und eine Oelmühle. | 214        | 783         |
| 32. Oberneisen, die Harbacher, die obere und untere Waldmühle. | 118        | 470         |
| 33. Ruppenrode (standesherrlich) | 15         | 73          |
| 34. Schaumburg (standesherrlich), Schloß | 28         | 129         |
| 35. Scheid (standesherrlich) | 65         | 299         |
| 36. Schiesheim | 16         | 91          |
| 37. Schönbern, die Höfe Bärbach `und Schauferts, zwei Mahlmühlen. | 131        | 597         |
| 38. Steinsberg (standesherrlich), drei Mühlen an der Rupbach mit einer Oelmühle. | 58         | 246         |
| 39. Wasenbaxh, Hof Habenscheid, die Habenscheider Kirche. | 86         | 361         |

### Preußen
Das Amt Nastätten wurde nach der preußischen Annexion des Herzogtums bei der Gliederung der neuen Provinz Hessen-Nassau in Landkreise am 22. Februar 1867 Teil des Unterlahnkreises im Regierungsbezirk Wiesbaden.
Erst im Rahmen dieser Neuordnung werden Verwaltung und Rechtsprechung getrennt. Für die Rechtsprechung in erster Instanz, die bisher durch das Amt vorgenommen wurde, wurden zunächst die richterlichen Beamten in den Ämtern zuständig und zum 1. September 1867 das Amtsgericht Diez gebildet. Aber auch nach der Kreisgründung blieb die bisherige Amtsstruktur erhalten. Die Königliche Verordnung vom 22. Februar 1867 regelte, dass „die Amtsbezirke als engere Verwaltungsbezirke in ihrer bisherigen Begrenzung bestehen“ bleiben. Die ehemaligen Ämter bildeten die vier Bezirke des Kreises. Gemäß § 13 der Kreisverfassung entsendeten die Bezirke also die ehemaligen Ämter jeweils sechs Vertreter in den neuen Kreistag. Der Amtmann hatte die Aufsicht über die Ortspolizei und Organ des Landrates.
Mit der Verwaltungsreform von 1885/1886 wurden die Ämter endgültig aufgelöst.

## Amtmänner
- 1816–1823: Albert Flach
- 1823–1837: Christian Milchsack
- 1837–1848: Carl Friedrich Vietor
- 1848–1849: Ernst Heinrich Wolf(f)
- 1854–1857: Wilhelm Heinrich Viktor Gödecke
- 1857–1864: Friedrich Rath
- 1864–1866: Friedrich Rüffer
- 1866–1867: Moritz Carl Christian Philipp Freiherr von Gagern
- 1868–1871: Max Freiherr von Dungern
- 1872–1877: Joseph Rolshoven
- 1877–1881: Friedrich Max Pieschel
- (1881–1884): Friedrich Ernst Georg Freiherr von Hardenberg
- (1884): Julius von Seel
- (1885–1886): Richard Dagobert Hermann Freiherr von Roëll